# Ceratocapsus mcateei
Ceratocapsus mcateei är en insektsart som beskrevs av Knight 1927. Ceratocapsus mcateei ingår i släktet Ceratocapsus och familjen ängsskinnbaggar. Inga underarter finns listade i Catalogue of Life.